# Banque internationale pour le Mali
Pour les articles homonymes, voir BIM.
La Banque Internationale pour le Mali (BIM s.a.) est une banque malienne faisant partie depuis 2008 du groupe marocain Attijariwafa bank.

## Chiffres clés
Forte d'un réseau de 71 points de vente et de 472 collaborateurs, la BIM s.a. est l'une des plus grandes banques au Mali.[réf. nécessaire]
[réf. nécessaire].